# هیلمار-ایرون (کالیفرنیا)
هیلمار-ایرون (به انگلیسی: Hilmar-Irwin) یک منطقهٔ مسکونی در ایالات متحده آمریکا است که در شهرستان مرسد، کالیفرنیا واقع شده‌است. هیلمار-ایرون ۱۰٫۱۷۳ کیلومتر مربع مساحت و ۵٬۱۹۷ نفر جمعیت دارد.